# Brachyuromys betsileoensis
Brachyuromys betsileoensis là một loài động vật có vú trong họ Nesomyidae, bộ Gặm nhấm. Loài này được Bartlett mô tả năm 1879.